# Cash - Fate il vostro gioco
Cash - Fate il vostro gioco (Ca$h) è un film del 2008 diretto da Éric Besnard.

## Trama
Durante un tentativo di truffa ad un istituto di credito, Solal viene ucciso. Qualche mese più tardi suo fratello, che si fa chiamare Cash, vuole cercare il suo assassino, mettendo in atto una complicata truffa, che inizia con lo smercio di banconote false da 50 €, e coinvolgendo sempre più persone, andando alla ricerca del pollo da truffare.

## Produzione
Valeria Golino rischiò di non partecipare al film perché non convinse a pieno la produzione dopo aver effettuato il provino. Ma al regista Eric Besnard invece piacque, e scritturò l'attrice vincendo anche le insistenze della produzione.